# 中寨镇 (文县)
中寨镇，是中华人民共和国甘肃省陇南市文县下辖的一个乡镇级行政单位。
2011年，甘肃省民政厅批复同意撤销中寨乡，设立中寨镇。

## 行政区划
中寨镇下辖以下地区：
英雄山村、中寨一村、中寨二村、中寨三村、峡沟村、杨志山村、桑元村、大海村、松坪村、新农村、墩尚村、哈西沟村、新寨村、通屯沟村、黄土地村、麦家沟村、马营村、武胜上村、武胜下村和梨树坝村。